# Raúl Mezzadra
Raúl Mezzadra, talvolta Mezadra (Florida, 15 settembre 1914 – ...), è stato un calciatore argentino, di ruolo attaccante.

## Carriera
Giocò in Serie A con le maglie di Torino e Venezia.

## Palmarès

### Club

#### Competizioni nazionali
- Serie B: 1

Bari: 1941-1942